# Quolibet
Cet article possède des paronymes, voir Quodlibet et Colibe.
Un quolibet, souvent employé au pluriel, désigne un propos moqueur à l'encontre d'une personne. Il a pour synonyme raillerie ou moquerie.

## Historique
Le mot quolibet vient des mots latins quod libet, « ce qui [vous] plaît ». Dans l'Université médiévale, le terme désigne une discussion ou dispute (disputatio) sur des sujets non préparés, lancés par l'assistance. À partir du XVe siècle on relève par extension des emplois dans le sens « propos trivial, plaisanterie ».
À noter que le même mot, pouvant s'orthographier quodlibet, désigne aussi en musique depuis le XVIe siècle une œuvre réunissant un mélange hétérogène de mélodies et de textes littéraires, souvent assemblés de façon humoristique.
Selon le compositeur et musicologue Jean-Georges Kastner, le glissement de sens de « quodlibet » à « quolibet » vient des beuveries d'étudiants, traditionnelles dans les universités allemandes, où les convives étaient invités à chanter à tour de rôle un air de leur choix. Au début du XIXe siècle, le compositeur allemand Johann Friedrich Reichardt développe sur la scène de Berlin un genre musical qu'il appelle « Liederspiel » (comédie de chansons) ou « musichalisches Quodlibet » (quolibet musical), pot-pourri de chansons ou fragments de chansons connus du public et rapprochés pour produire un effet comique, souligné par le ton ou le débit du chanteur. Le quolibet peut être « une mauvaise plaisanterie, une pensée triviale, un jeu de mots plus ou moins grossier, ce que nous appelons aussi, avec les Italiens, un lazzi » comme il peut, manié avec plus de finesse, animer le répertoire de la comédie italienne ou du théâtre de marionnettes.

## Exemples d'utilisation
« Les recueils de coutumes des cités méridionales contiennent un article qui établit la peine infligée par l’autorité judiciaire urbaine aux personnes reconnues coupables d’adultère : elles doivent se soumettre à un rituel infamant, qui consiste à courir nu à travers la ville, exposé de la sorte aux quolibets de la foule. »
« Ce fut une compétition sans vainqueur. Je veux parler des quolibets. « Le gouvernement est autiste ! », affirme le chef de parti. Vous êtes « aveugles ! », répond le gouvernement. Il est « sourd », réplique la rue. »
« (…) on tâtait, pour ainsi dire, le terrain, pour voir comment ce type allait réagir, et ainsi enhardis par son silence les quolibets devinrent plus directs, chacun voulant montrer son bel esprit et les rieurs, perdant toute retenue, s'en donnèrent à cœur joie. »
« Au café, blagues, moqueries, parodies, invectives, quolibets, jurons, insultes (notamment racistes) s'entendaient, pour plus d'une, pour la toute première fois. »